# 33e gala des prix Félix

Le 33e gala des prix Félix, organisé par l'Association québécoise de l'industrie du disque, du spectacle et de la vidéo et animé par Louis-José Houde, s'est déroulé le 30 octobre 2011 et a récompensé les artistes québécois de la chanson.

## Album de l’année - Folk contemporain
- Douze hommes rapaillés chantent Miron, volume 2, artistes variés

Autres nommés : Jimmy Hunt, Jimmy Hunt / Le Journal, David Jalbert / Les Atomes, Martin Léon / Appalaches, Richard Séguin

## Album de l’année - Pop
- La musique en moi, Ginette Reno

Autres nommés : Fruits défendus, Brigitte Boisjoli / Un pied à terre, William Deslauriers / Le vrai le faux, Jérôme Minière / Toujours de nous, Mario Pelchat

## Album de l’année - Pop-rock
- Entre deux mondes, Marc Dupré

Autres nommés : Chasser le malheur, Alfa Rococo / La Garde, Alexandre Désilets / De lune à l'aube, Alex Nevsky / Premier Baiser, Marie-Chantal Toupin

## Album de l'année - Rock
- Le ciel de mes combats, Éric Lapointe

Autres nommés : On veut la paix, Martin Deschamps / JACK, JACK / Dans la gueule des jours, les Breastfeeders / Magnum Daisy, Magnum Daisy

## Album de l'année - Country
- Laurence Hélie, Laurence Hélie

Autres nommés : La romance des couteaux, Chantal Archambault / Isabeau et les chercheurs d'or, Isabeau et les chercheurs d'or / Rencontre du troisième âge, les frères Goyette / Le fleuve en huile, Tire le coyote

## Album de l'année - Meilleur vendeur
- La musique en moi, Ginette Reno

Autres nommés : Un pied à terre, William Deslauriers / Les chemins ombragés, André Gagnon / Le ciel de mes combats, Éric Lapointe / Noël chez moi, Annie Villeneuve

## Album de l'année - Humour
- Suivre la parade / Centre Bell 2008, (Louis-José Houde)

Autres nommés : Les Parlementeries - La politique, vaut mieux en rire, (Artistes variés) / Arrête ton cinéma, (Rachid Badouri / Les Grandes Gueules... complices, (les Grandes Gueules) / Wassup Bengee?!, (Wassup Bengee?!)

## Artiste québécois de l’année s’étant le plus illustré hors Québec
- Arcade Fire

Autres nommés : Cœur de pirate / Karkwa / Anthony Kavanagh / Pierre Lapointe / Fred Pellerin / Patrick Watson

## Artiste de la francophonie s'étant le plus illustré au Québec
- Zaz

Autres nommés : Tiken Jah Fakoly / Cécile Hercule / Indochine / Stromae

## Auteur ou compositeur de l’année
- Gaston Miron et Gilles Bélanger

Autres nommés : Martin Léon / Jérôme Minière / Samian / Michel Tremblay, René Richard Cyr et Daniel Bélanger

## Chanson populaire de l’année
- On va s’aimer encore, Vincent Vallières

Autres nommées : Météore, Alfa Rococo / Fruits défendus, Brigitte Boisjoli / J’taime pas, j’t’adore, Nicola Ciccone / Près de toi Martin Deschamps / Jusqu’au bout, Éric Lapointe / Elle s’appelait Serge, Les Trois Accords / Comme avant, Marie-Mai / Toujours de nous, Mario Pelchat / Je repars, David Usher et Marie-Mai

## Groupe de l’année
- Les Cowboys fringants

Autres nommés : Alfa Rococo / Karkwa / Les Trois Accords / Radio Radio

## Interprète féminine de l’année
- Marie-Mai

Autres nommées : Brigitte Boisjoli / Isabelle Boulay / Cœur de pirate / Ginette Reno

## Interprète masculin de l’année
- Éric Lapointe

Autres nommés : William Deslauriers / Maxime Landry / Fred Pellerin / Richard Séguin

## Révélation de l’année
- Brigitte Boisjoli

Autres nommés : Ariane Brunet / William Deslauriers / Jimmy Hunt / Alex Nevsky

## Spectacle de l’année - Auteur-compositeur-interprète
Version 3.0., Marie-Mai
Autres nommés : Brun, Bernard Adamus / Nous, Daniel Bélanger / Les Chemins de verre, Karkwa / Pierre Lapointe Seul au piano, Pierre Lapointe

## Spectacle de l’année - Interprète
- St-Elie-de-chansons, Fred Pellerin

Autres nommés : La Mélodie du bonheur, artistes variés / Comme ça me chante, Isabelle Boulay / Vox pop, Maxime Landry / Nouvelles Fréquentations, Les Charbonniers de l'enfer

## Spectacle de l'année - Humour
- Martin Petit et le micro de feu, Martin Petit

Autres nommés : Philippe Bond, Philippe Bond / Job: humoriste, Patrick Groulx / Daniel Lemire, Daniel Lemire / Paquet, voit le jour, Dominic Paquet

## Album de l'année - Instrumental
- Les chemins ombragés, André Gagnon

Autres nommés : Rendez-vous, Marc-André Pépin / Tango Boréal, Denis Plante

## Vidéoclip de l'année
- On va s'aimer encore, Vincent Vallières

Autres nommés : Brun, Bernard Adamus / Fruits défendus, Brigitte Boisjoli / Marie tu pleures Karkwa / Le bruit des bottes, Yann Perreau

## Hommage
Gilles Vigneault